# Лаговчины
Лаговчины (Логовчины) — дворянский род.
Их предок, Лагач Дмитриевич, в 1682 году переехал из Польши в Россию.
При подаче документов (28 марта 1687) для внесения рода в Бархатную книгу, была предоставлена родословная роспись Лаговчиных и подтвердительная жалованная грамота (1544) Ивана IV Грозного Михаилу и Суторьме Даниловым детям Лаговчина на их поместье сельцо Радущье с деревнями в Колоденском стане Тульского уезда (документы подтверждает более ранний выезд предков Лаговчиных).
Род внесён Герольдией в VI часть родословной книги Тульской губернии Российской империи.

## Известные представители
- Лаговчин Дмитрий Иванович - стряпчий (1672), стольник (1686-1692).
- Лаговчин Леонтий - воевода в Вольном (1677-1678).
- Лаговчин Василий Иванович -  воевода в Воронеже (1685-1686).
- Лаговчин Фёдор Васильевич - стольник (1686-1692).
- Лаговчин Максим Петрович - стряпчий (1692)[2][3].